# Équipe du Japon masculine de handball au Championnat du monde 2021
Cet article relate le parcours de l'équipe du Japon masculine de handball lors du Championnat du monde 2021 ayant lieu en Égypte. Il s'agit de la 14e participation du Japon aux Championnats du monde.

## Présentation

### Qualification
Le Japon termine 3e du Championnat d'Asie 2020 et obtient ainsi sa qualification pour le Championnat du monde 2021.

## Résultats

### Tour préliminaire
|   | Équipe  | Pts | J | G | N | P | Bp | Bc | Diff |
| - | ------- | --- | - | - | - | - | -- | -- | ---- |
| 1 | Croatie | 5   | 3 | 2 | 1 | 0 | 83 | 73 | 10   |
| 2 | Qatar   | 4   | 3 | 2 | 0 | 1 | 85 | 80 | 5    |
| 3 | Japon   | 3   | 3 | 1 | 1 | 1 | 88 | 89 | -1   |
| 4 | Angola  | 0   | 3 | 0 | 0 | 3 | 74 | 88 | -14  |

| 15 janvier 2021 19h00 | Croatie             | 29 – 29   | Japon                               | Handball Hall, Borg El Arab Arbitrage : Samir Krichen et Samir Makhlouf |
| 15 janvier 2021 19h00 | Marino Marić (en) 7 | (14 – 17) | Yuto Agarie (en) Rennosuke Tokuda 5 | Handball Hall, Borg El Arab Arbitrage : Samir Krichen et Samir Makhlouf |
| 15 janvier 2021 19h00 | ×1 ×3               | Rapport   | ×1 ×3                               | Handball Hall, Borg El Arab Arbitrage : Samir Krichen et Samir Makhlouf |

| 17 janvier 2021 16h30 | Qatar            | 31 – 29   | Japon           | Handball Hall, Borg El Arab Arbitrage : Óscar Raluy López et Ángel Luis Sabroso Ramírez |
| 17 janvier 2021 16h30 | Frankis Marzo 11 | (15 – 16) | Rémi Feutrier 7 | Handball Hall, Borg El Arab Arbitrage : Óscar Raluy López et Ángel Luis Sabroso Ramírez |
| 17 janvier 2021 16h30 | ×3               | Rapport   | ×1 ×3           | Handball Hall, Borg El Arab Arbitrage : Óscar Raluy López et Ángel Luis Sabroso Ramírez |

| 19 janvier 2021 16h30 | Japon          | 30 – 29   | Angola       | Handball Hall, Borg El Arab Arbitrage : Samir Krichen et Samir Makhlouf |
| 19 janvier 2021 16h30 | Jin Watanabe 7 | (16 – 12) | Mário Tati 6 | Handball Hall, Borg El Arab Arbitrage : Samir Krichen et Samir Makhlouf |
| 19 janvier 2021 16h30 | ×1             | Rapport   | ×5           | Handball Hall, Borg El Arab Arbitrage : Samir Krichen et Samir Makhlouf |

### Tour principal
|   | Équipe    | Pts | J | G | N | P | Bp  | Bc  | Diff | Dép  |
| - | --------- | --- | - | - | - | - | --- | --- | ---- | ---- |
| 1 | Danemark  | 10  | 5 | 5 | 0 | 0 | 169 | 116 | 53   | —    |
| 2 | Qatar     | 6   | 5 | 3 | 0 | 2 | 132 | 135 | -3   | 2 p. |
| 3 | Argentine | 6   | 5 | 3 | 0 | 2 | 120 | 121 | -1   | 0 p. |
| 4 | Croatie   | 5   | 5 | 2 | 1 | 2 | 128 | 132 | -4   | —    |
| 5 | Japon     | 3   | 5 | 1 | 1 | 3 | 138 | 147 | -9   | —    |
| 6 | Bahreïn   | 0   | 5 | 0 | 0 | 5 | 107 | 143 | -36  | —    |

| 21 janvier 2021 16h30 | Japon                  | 24 – 28   | Argentine           | Cairo Stadium Sports Hall (en), Le Caire Arbitrage : Kolahdouzan, Mousaviannazhad |
| 21 janvier 2021 16h30 | Tatsuki Yoshino (en) 8 | (13 – 17) | Federico Pizarro 10 | Cairo Stadium Sports Hall (en), Le Caire Arbitrage : Kolahdouzan, Mousaviannazhad |
| 21 janvier 2021 16h30 | ×2                     | Rapport   | ×3 ×2               | Cairo Stadium Sports Hall (en), Le Caire Arbitrage : Kolahdouzan, Mousaviannazhad |

| 23 janvier 2021 21h30 | Japon    | 27 – 34   | Danemark         | Cairo Stadium Sports Hall (en), Le Caire Arbitrage : Nachevski, Nikolov |
| 23 janvier 2021 21h30 | Agarie 7 | (17 – 19) | Emil Jakobsen 12 | Cairo Stadium Sports Hall (en), Le Caire Arbitrage : Nachevski, Nikolov |
| 23 janvier 2021 21h30 | ×1 ×5    | Rapport   | ×1 ×3 ×1         | Cairo Stadium Sports Hall (en), Le Caire Arbitrage : Nachevski, Nikolov |

| 25 janvier 2021 16h30 | Bahreïn          | 25 – 29   | Japon                  | Cairo Stadium Sports Hall (en), Le Caire Arbitrage : Charlotte Bonaventura et Julie Bonaventura |
| 25 janvier 2021 16h30 | Mohammed Ahmed 5 | (12 – 19) | Tatsuki Yoshino (en) 9 | Cairo Stadium Sports Hall (en), Le Caire Arbitrage : Charlotte Bonaventura et Julie Bonaventura |
| 25 janvier 2021 16h30 | ×1 ×5            | Rapport   | ×2                     | Cairo Stadium Sports Hall (en), Le Caire Arbitrage : Charlotte Bonaventura et Julie Bonaventura |

## Statistiques et récompenses

### Buteurs
| Rang  | Joueur                 | Tot. | Tirs | %    | MJ | Moy. |
| ----- | ---------------------- | ---- | ---- | ---- | -- | ---- |
| 1     | Tatsuki Yoshino (en)   | 31   | 47   | 66 % | 6  | 3,5  |
| 2     | Yuto Agarie (en)       | 26   | 42   | 62 % | 6  | 4,3  |
| 3     | Hiroki Motoki (en)     | 21   | 28   | 75 % | 5  | 4,2  |
| 4     | Jin Watanabe (en)      | 21   | 37   | 57 % | 6  | 3,5  |
| 5     | Rémi Feutrier          | 15   | 24   | 63 % | 5  | 3    |
| 6     | Rennosuke Tokuda (en)  | 10   | 16   | 63 % | 6  | 1,7  |
| 7     | Shuichi Yoshida        | 10   | 17   | 59 % | 5  | 2    |
| 8     | Kotaro Mizumachi (en)  | 10   | 22   | 45 % | 6  | 1,7  |
| 9     | Kohei Narita (en)      | 8    | 11   | 73 % | 6  | 1,3  |
| 10    | Kenya Kasahara (en)    | 4    | 6    | 67 % | 6  | 0,7  |
| 11    | Hiroyasu Tamakawa (en) | 4    | 6    | 67 % | 6  | 0,7  |
| 12    | Shinnosuke Tokuda (en) | 3    | 7    | 43 % | 5  | 0,6  |
| 13    | Naoki Sugioka (en)     | 2    | 3    | 67 % | 1  | 2    |
| 14    | Naotsugu Demura        | 2    | 3    | 67 % | 3  | 0,7  |
| 15    | Sota Takano            | 1    | 2    | 50 % | 6  | 0,2  |
| Total | Total                  | 168  | 272  | 62 % | 6  | 28   |

### Gardiens de but
| N°    | Nom                | %    | Arrêts | Tirs | MJ | Moy. |
| ----- | ------------------ | ---- | ------ | ---- | -- | ---- |
| 1     | Yuta Iwashita (en) | 30 % | 37     | 124  | 5  | 7,4  |
| 2     | Takumi Nakamura    | 25 % | 16     | 63   | 3  | 5,3  |
| 3     | Motoki Sakai (en)  | 24 % | 12     | 51   | 4  | 3    |
| Total | Total              | 27 % | 66     | 242  | 6  | 11   |